# Fridolf Thapper
Gustav Fridolf Thapper, född den 8 juli 1899 i Risinge, död den 28 mars 1974 i Finspång, var en svensk metallarbetare, politiker (socialdemokraterna) och ombudsman.

## Biografi
Fridolf Thapper blev 1940 invald i Sveriges riksdag och var ledamot i andra kammaren från 1941 till 1968. Han var dess talman 1960-1968. Han var ledamot av civilförsvarsstyrelsen från 1948 och ordförande i centrala sjukvårdsberedningen från 1955. Från 1962 var han ledamot av Nordiska rådet.
Från 1952 var han ordförande för Östergötlands läns landsting och 1957–1967 ordförande i Sveriges landstingsförbund. Han ledamot av statens och kommunernas samarbetsnämnd från 1958, av styrelsen för första AP-fonden från 1959 och av socialstyrelsen från 1968.
Han blev 1968 hedersdoktor vid Uppsala universitet. När han senare blev riddare av serafimerorden och, som seden bjöd, skulle ta sig ett vapen, var han den förste att i sitt vapen infoga en symbol för hedersdoktoratet. Exemplet följdes av Arthur Thomson.

## Utmärkelser
- Riddare och kommendör av Kungl. Maj:ts orden (Serafimerorden), 6 juni 1968.[3]